# Zlatibor
 Ovo je glavno značenje pojma Zlatibor. Za gradić na Zlatiboru nekadašnjeg naziva "Kraljeve Vode" pogledajte Zlatibor (Čajetina, Srbija).
Zlatibor je poznato klimatsko lječilište, toplice na jugozapadu Srbije. Centar Zlatibora je turistički gradić Zlatibor (bivše Kraljeve Vode). Druga mjesta su: gradić Čajetina i sela Sirogojno (poznato po džemperima od ovčje vune i etno-selu), Mačkat (poznat po zlatiborskom pršutu i janjećem i svinjskom pečenju), Ljubiš (rodno mjesto dječjeg pjesnika Ljubivoja Ršumovića), Mokra Gora (turističko selo kroz koje prolazi stara pruga jednog kolosijeka i vlak "Ćira"; rodno mjesto zlatiborskog pjesnika Mihaila Ćupovića), Kremna (rodno mjesto čuvene vidovnjačke obitelji Tarabića, koji su napisali "Kremansko proročanstvo" u 19. stoljeću) i dr.
Na Zlatiboru se nalazi i Institut za liječenje povećane štitne (tiroidne) žlijezde.

## Turizam na Zlatiboru i u Kraljevim Vodama
S turizmom se na Zlatiboru počelo još 1893. godine, kad je ovdje boravio kralj Srbije Aleksandar I. Obrenović. On je dao da se u mjestu Kulaševcu, na izvoru potoka Kulaševca, podigne fontana (česma) kao obilježje njegova boravka i znak zahvalnosti za toplu dobrodošlicu. Od tada se Kulaševac naziva Kraljeva Voda (u jednini). 1946. godine, u čast partizanskih ranjenika strijeljanih u studenom i prosincu 1941. godine, Kraljeva Voda dobiva ime Partizanske Vode (u množini). Od 1995. godine, to ime glasi Zlatibor, a današnji naziv je Kraljeve Vode (u množini). Na Kraljevoj Vodi je boravio i kralj Petar I. Karađorđević, i od tada počinje pravi turizam na Zlatiboru, a Kraljeve Vode se sve više razvijaju u njegov centar.

## Stanovništvo
Zlatiborci su čuveni po svojoj mudrosti i snalažljivosti. Svi Zlatiborci su Srbi pravoslavne vjeroispovijesti, a broje oko 20000. Materinski jezik Zlatiboraca je srpski jezik, tradicionalno ijekavskog, ali u novije vrijeme ekavskog izgovora koji je došao iz Srbije. Zlatiborci od sviju Srba govore najčistijim i najpravilnijim jezikom i naglaskom. Često u govoru upotrebljavaju poslovice i šale. Vrlo su gostoljubivi.

## Povijest Zlatibora
Poznato je da je Zlatibor bio naseljen još u prapovijesnoj dobi, kada su ovdje živjeli Iliri, tj. njihovo pleme Partini. Nakon dolaska Rimljana, Partini su romanizirani i počeli su obožavati Jupitera partinskog.
U 7. stoljeću dolaze Slaveni, tj. Srbi. Smatra se da se jedno od središta srpske zemlje Raške, grad Dresnik, nalazio na mjestu današnjeg sela Drežnika.
Nije poznato kako se Zlatibor zvao u najstarije vrijeme. Od kasnog Srednjeg vijeka koristi se ime Rujno, po biljci ruju koja je ovuda rasla. Ime Zlatibor koristi se tek od osamnaestoga stoljeća.
Zlatibor se tijekom Srednjeg vijeka nalazio u sklopu Raške, Srijemske kraljevine, Duklje i Bosne. 1463. godine Turci su osvojili Zlatibor i pripojili ga svome carstvu.
Tijekom turske vladavine, Zlatibor je skoro uvijek odolijevao carigradskoj vlasti, zahvaljujući hajducima, jednoj vrsti odmjetnika koja se borila protiv Turaka. Najveće stjecište Turaka bile su šume Murtenice, južnog dijela Zlatibora.
1804. godine počinje borba za oslobođenje. U oslobođenoj Srbiji našli su se samo sjeverni dijelovi Zlatibora kojima je, s titulom rujanskog serdara, upravljao Jovan Mićić, kontroverzna ličnost te dobi, osobni prijatelj kneza Miloša, vladike Petra II. Petrovića Njegoša, ali i Smail-age Čengića.
Novo razgraničenje Srbije i Turske Jovan Mićić je dočekao konačnim oslobađanjem južnog Zlatibora, jer je granica najzad postavljena na rijeci Uvcu.
Danas je Zlatibor dio Srbije, raspodijeljen na tri njezine općine: općini Čajetini i dijelovima općina Užice i Nova Varoš. Po njemu se cijela regija na jugozapadu zemlje zove Zlatiborski okrug.

## Vanjske poveznice
- Sve o Zlatiboru na jednom mjestu  Arhivirana inačica izvorne stranice od 27. rujna 2007. (Wayback Machine)
- O Zlatiboru i Čajetini